# Полторацька Ірина Ігорівна
Ірина Ігорівна Полторацька  (рос. Ирина Игоревна Полторацкая, 12 березня 1979, м. Антрацит) — колишня російська гандболістка, олімпійська медалістка.

## Виступи на Олімпіадах
| Олімпіада  | Дисципліна | Місце |
| ---------- | ---------- | ----- |
| Пекін 2008 | гандбол    | 2     |